# Scaletta Zanclea
Scaletta Zanclea (Scaletta in siciliano) è un comune italiano di 1 870 abitanti della città metropolitana di Messina in Sicilia.

## Geografia fisica
Il comune ha assunto l'estensione attuale nel 1986, con l'aggregazione della contrada Divieto del comune di Messina. In precedenza aveva incorporato nel 1928 i comuni di Guidomandri e Itala, ma quest'ultimo venne ricostituito nel 1947. L'abitato di Scaletta consiste nelle contigue località di Scaletta Marina e Guidomandri Marina, che si estendono lungo la costa ionica senza soluzione di continuità tra Capo Scaletta a nord e l'abitato di Itala Marina a sud; nell'entroterra sorgono le località di Guidomandri (superiore) e Scaletta Superiore.

## Storia
Scaletta era feudo dei Principi Ruffo ed alleati fedeli degli spagnoli. Durante la rivolta antispagnola di Messina, fu assediata ed espugnata dai francesi poco dopo la caduta di Taormina.
Nel castello nacque e visse la prima giovinezza la spregiudicata Macalda di Scaletta (1240 ca.-1308 ca.), baronessa di Ficarra e moglie di Alaimo di Lentini, uno dei protagonisti dei Vespri siciliani.

### Simboli
Lo stemma e il gonfalone del comune di Scaletta Zanclea sono stati concessi con il decreto del presidente della Repubblica Italiana del 25 febbraio 1983.
Nello stemma sono rappresentati il castello Rufo Ruffo, arroccato sul punto più alto di una rupe, e la fontana Ruffo, sulla cui cima è collocata una scultura raffigurante un cavallo marino in marmo bianco.
Il gonfalone è un drappo partito di rosso e di giallo.

## Monumenti e luoghi d'interesse

### Architetture militari
- Torre Nuova e torre della Scaletta (o "della Batteria San Placido"), facenti parte del circuito delle torri costiere della Sicilia.
- Castello di Scaletta Zanclea: poderosa rocca appartenuta ai principi Ruffo; alcune leggende su di essa riguardano Macalda di Scaletta.[7]

## Società

### Evoluzione demografica
Abitanti censiti

### Etnie e minoranze straniere
Gli stranieri residenti a Scaletta Zanclea al 31 dicembre 2023 sono 22. La comunità straniera più numerosa è quella proveniente dalla Romania (45,5%).

## Cultura

### Istruzione

#### Musei
- Museo etno-antropologico di Scaletta Zanclea

## Amministrazione
Di seguito è presentata una tabella relativa alle amministrazioni che si sono succedute in questo comune.
| Periodo        | Periodo        | Primo cittadino        | Partito                     | Carica  | Note   |
| -------------- | -------------- | ---------------------- | --------------------------- | ------- | ------ |
| 14 giugno 1985 | 26 maggio 1990 | Giovanni Briguglio     | Democrazia Cristiana        | Sindaco | [ 11 ] |
| 26 maggio 1990 | 28 giugno 1994 | Giovanni Briguglio     | Democrazia Cristiana        | Sindaco | [ 11 ] |
| 28 giugno 1994 | 25 maggio 1998 | Michelangelo Manganaro | Partito Socialista Italiano | Sindaco | [ 11 ] |
| 25 maggio 1998 | 27 maggio 2003 | Michelangelo Manganaro | lista civica                | Sindaco | [ 11 ] |
| 27 maggio 2003 | 17 giugno 2008 | Mario Briguglio        | lista civica                | Sindaco | [ 11 ] |
| 17 giugno 2008 | 11 giugno 2013 | Mario Briguglio        | lista civica                | Sindaco | [ 11 ] |
| 11 giugno 2013 | in carica      | Gianfranco Moschella   | lista civica                | Sindaco | [ 11 ] |

### Altre informazioni amministrative
Il comune di Scaletta Zanclea fa parte delle seguenti organizzazioni sovracomunali: regione agraria n.6 (Montagna litoranea dei Peloritani).

## Galleria d'immagini

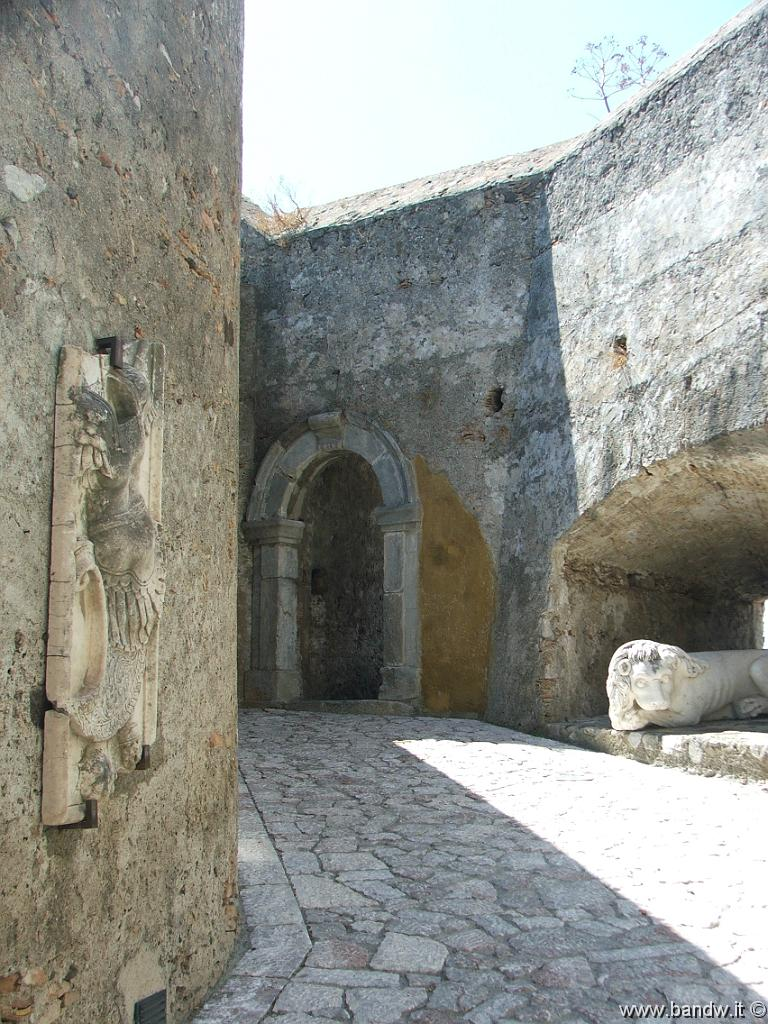
Ingresso del Castello di Scaletta Zanclea